# Деверё, Роберт, 2-й граф Эссекс
Роберт Деверё (англ. Robert Devereux; 10 ноября 1565 — 25 февраля 1601) — английский аристократ, 2-й граф Эссекс с 1576 года, придворный, военачальник и фаворит английской королевы Елизаветы I. Впал в немилость после неудачных боевых действий во время войны в Ирландии в 1599 году, предпринял попытку государственного переворота, обвинён в измене и казнён.

## Происхождение и ранние годы
Роберт Деверё родился 10 ноября 1565 года в Нетервуде близ Бромярда, в Херефордшире, в семье Уолтера Деверё, 1-го графа Эссекса, и леди Летиции Ноллис. Его прабабушкой по материнской линии была Мэри Болейн, сестра Анны Болейн, по слухам, его бабушка Кэтрин Кэри, кузина и близкая подруга королевы Елизаветы, была дочерью Генриха VIII.
Детство провёл в поместьях отца — замках Чартли (Стаффордшир) и Лэмфи (Пембрукшир) в Уэльсе, получил образование в Кембридже (Тринити-колледж). Его отец умер в 1576 году, и новый граф Эссекс воспитывался под опекой лорда Берли. 21 сентября 1578 года его мать вышла замуж за Роберта Дадли, графа Лестера, давнего фаворита королевы Англии и крёстного отца Роберта Деверё.
Эссекс, так же как и отчим, воевал в Нидерландах. В 1590 году он женился на Фрэнсис Уолсингем, дочери сэра Фрэнсиса Уолсингема и вдове поэта Филипа Сидни. Сидни, племянник Лестера, был смертельно ранен в сражении при Зютфене, в котором Эссекс также участвовал.

## Карьера при английском дворе
Эссекс прибыл к королевскому двору в 1584 году, и к 1587 году стал фаворитом Елизаветы, которая ценила его остроумие и красноречие. В июне 1587 года он сменил Лестера на посту королевского шталмейстера. После смерти Лестера в 1588 году королева передала Эссексу откуп на налог на сладкие вина.
В 1589 году он принял участие в рейде к берегам Испании сэра Фрэнсиса Дрейка, который преследовал разбитую «Непобедимую армаду» и предпринял попытку высадиться на полуострове. Королева запретила ему принимать участие в этом походе, но он вернулся только после неудачной попытки захватить Лиссабон. В 1591 году командовал войсками, посланными в помощь королю Генриху IV. В 1596 году отличился при захвате Кадиса. В 1597 году Елизавета планировала нанести два удара по испанскому флоту, вновь созданному королём Филиппом II после победы англичан при Кадисе. Эссекс настоял на том, чтобы командование операцией было передано ему. Для выполнения поставленной задачи необходимо было напасть на порт Феррол, где стоял испанский флот, а также перехватить корабли, возвращающиеся из колоний к Азорским островам. Из-за разногласий с контр-адмиралом флота Уолтером Рэли и собственной некомпетентности Эссекс провалил операцию. Он упустил флот из Феррола, и только случайность помешала испанцам высадить десант на берегах Англии. Караван кораблей с грузом сокровищ из Вест-Индии тоже ускользнул. Эта неудача стала одной из причин охлаждения отношений между Эссексом и Елизаветой.

## Ирландская экспедиция
В 1599 году Эссекс во главе 16 000 пехотинцев и 1300 всадников, — самой большой армии, когда-либо посылавшейся в Ирландию, — отправился на подавление восстания против английского правления. Предводителем мятежа, длившегося около девяти лет (1595—1603), был Хью О’Нейл, граф Тайрон, правитель Центрального и Восточного Ольстера. Ирландцы пользовались поддержкой испанцев. Эссекс не смог справиться с войсками Тайрона. Объявив Тайному совету, что будет противостоять Тайрону в Ольстере, после изменил свои намерения: привёл войска в южную Ирландию, где потерпел несколько поражений.
Осенью 1599 года, заключив с ирландцами перемирие, Эссекс вернулся в Англию и «не смыв пота и грязи после долгого путешествия, предстал перед Елизаветой в её опочивальне». В тот же день ему было предъявлено обвинение в невыполнении приказа, оскорблении короны и нанесении ущерба власти. Эссекс заболел, и рассмотрение дела отложили до лета 1600 года. Вступительная речь на заседании 5 июня 1600 года заняла одиннадцать часов, одним из обвинителей Эссекса был его друг Фрэнсис Бэкон. Эссекс почти всё заседание простоял на коленях. В качестве наказания предлагалось тюремное заключение, лишение доходных должностей, наложение штрафа, но окончательное решение осталось за королевой. Эссекса освободили 26 августа 1600 года, королева запретила ему появляться при дворе и отказалась возобновить откуп на налог на сладкие вина.

## Восстание и казнь
Лишившись своего главного дохода, Эссекс пришёл в отчаяние, он писал королеве покаянные письма. Елизавета осталась тверда в своём решении: 1 ноября 1600 года она объявила, что откуп на налог на сладкие вина останется в её руках.
Дом Эссекса стал местом, где собирались недовольные правлением Елизаветы. 7 февраля 1601 года сторонники опального графа в ожидании мятежа заказали в театре «Глобус» представление пьесы Шекспира «Ричард II», — Эссекс в их глазах походил на героя пьесы — Болингброка, низложившего тирана-короля. Вечером этого же дня Тайный совет, обеспокоенный слухами, циркулировавшими в Лондоне, вызвал Эссекса на заседание — тот отказался явиться. В это время граф, рассчитывавший на поддержку лондонцев, готовился к захвату Сити.
Утром 8 февраля к дому Эссекса пришли лорд-хранитель печати, главный судья, граф Вустерский, сэр Уильям Ноллис и именем королевы потребовали от него воздержаться от необдуманных поступков. Эссекс захватил их и оставил заложниками. После вместе с отрядом верных ему людей Эссекс отправился в Сити. Однако всё пошло не так, как он ожидал: обещанного шерифом оружия не было, в городе глашатай объявил Эссекса предателем, некоторые из сторонников покинули его. Граф счёл наилучшим выходом вернуться под защиту стен своего дома. Когда лорд-адмирал пригрозил взорвать дом, Эссекс сдался.
19 февраля 1601 года Эссекс предстал перед судом и был обвинён в измене. Он сознался во всём, назвав себя «самым большим, самым подлым и самым неблагодарным предателем из всех, когда-либо живших на земле» и просил казнить его тайно. Он был обезглавлен 25 февраля во дворе Тауэра.

## В кино
- «Королева Елизавета» / «Les amours de la reine Élisabeth» (1912; Франция) режиссёры Анри Дефонтен и Луи Меркантон, в роли Роберта Деверё, графа Эссекса Лу Телеген.
- «Елизавета I» / «Elizabeth I» (2005; Великобритания, США) режиссёр Том Хупер, в роли Роберта Хью Дэнси.
- «Королева-девственница» / «The Virgin Queen» (2005, Великобритания) режиссёр Коки Гедройц, в роли Роберта Ханс Мэтисон.
- «Аноним» / «Anonymous» (2011; Великобритания, Германия, США) режиссёр Роланд Эммерих, в роли Роберта Сэм Рид.